# Morsalines
Morsalines är en kommun i departementet Manche i regionen Normandie i norra Frankrike. Kommunen ligger i kantonen Quettehou som tillhör arrondissementet Cherbourg. År 2018 hade Morsalines 205 invånare.

## Befolkningsutveckling
Antalet invånare i kommunen Morsalines
| Referens: INSEE |